# Caecilia tenuissima
Caecilia tenuissima е вид безкрако земноводно от семейство Caeciliidae.

## Разпространение и местообитание
Видът е разпространен в Еквадор и Колумбия.
Обитава райони с тропически и субтропичен климат, гористи местности, градини, крайбрежия и плантации.